# Ruta del Sol 2006
De Ruta del Sol 2006, ook bekend onder de naam Vuelta a Andalucia, werd gehouden van 12 februari tot en met 16 februari. Het was de 52ste editie van deze meerdaagse etappekoers in Spanje. Aan het vertrek stonden 97 renners, van wie 84 coureurs de eindstreep in Sevilla haalden.

## Etappe-overzicht
| etappe | datum       | start              | finish          | afstand | winnaar               | klassementsleider     |
| ------ | ----------- | ------------------ | --------------- | ------- | --------------------- | --------------------- |
| 1e     | 12 februari | Antequera          | O.S. Clara Golf | 161 km  | Adolfo García Quesada | Adolfo García Quesada |
| 2e     | 13 februari | La Guardia de Jaén | Jaén            | 157 km  | Manuel Lloret         | Carlos García Quesada |
| 3e     | 14 februari | Cabra              | Córdoba         | 174 km  | Alessandro Petacchi   | Carlos García Quesada |
| 4e     | 15 februari | Ecija              | Ronda           | 162 km  | Alessandro Petacchi   | Carlos García Quesada |
| 5e     | 16 februari | Olvera             | Sevilla         | 172 km  | Tom Boonen            | Carlos García Quesada |

## Etappe-uitslagen

### 1e etappe
| rang | renner                | land        | tijd    |
| ---- | --------------------- | ----------- | ------- |
| 1    | Adolfo García Quesada | Spanje      | 4.24.16 |
| 2    | Carlos García Quesada | Spanje      | 0.00    |
| 3    | Iñaki Isasi           | Spanje      | 0.11    |
| 4    | José Adrián Bonilla   | Costa Rica  | 0.11    |
| 5    | Oliver Zaugg          | Zwitserland | 0.11    |
| 6    | Luis Pasamontes       | Spanje      | 0.11    |
| 7    | Rodrigo García        | Spanje      | 0.11    |
| 8    | Graeme Brown          | Australië   | 31.19   |
| 9    | Jon Bru               | Spanje      | 31.19   |
| 10   | José Mario Almagro    | Spanje      | 31.19   |

### 2e etappe
| rang | renner                | land   | tijd    |
| ---- | --------------------- | ------ | ------- |
| 1    | Manuel Lloret         | Spanje | 3.48.19 |
| 2    | Santos González       | Spanje | 0.04    |
| 3    | Manuel Calvente       | Spanje | 1.28    |
| 4    | Jesús del Nero        | Spanje | 1.28    |
| 5    | José-Luis Martinez    | Spanje | 1.30    |
| 6    | José Mario Almagro    | Spanje | 1.30    |
| 7    | Manuel Beltrán        | Spanje | 1.32    |
| 8    | Juan Carlos Domínguez | Spanje | 1.33    |
| 9    | Antton Luengo         | Spanje | 1.35    |
| 10   | Marco Velo            | Italië | 5.29    |

### 3e etappe
| rang | renner                | land                | tijd    |
| ---- | --------------------- | ------------------- | ------- |
| 1    | Alessandro Petacchi   | Italië              | 3.52.58 |
| 2    | Tom Boonen            | België              | 0.00    |
| 3    | Óscar Freire          | Spanje              | 0.00    |
| 4    | Baden Cooke           | Australië           | 0.00    |
| 5    | Roger Hammond         | Verenigd Koninkrijk | 0.00    |
| 6    | Rodrigo García        | Spanje              | 0.00    |
| 7    | Carlos García Quesada | Spanje              | 0.00    |
| 8    | Juan Olmo Menacho     | Spanje              | 0.00    |
| 9    | Marco Velo            | Italië              | 0.04    |
| 10   | Iñaki Isasi           | Spanje              | 0.04    |

### 4e etappe
| rang | renner                | land             | tijd    |
| ---- | --------------------- | ---------------- | ------- |
| 1    | Alessandro Petacchi   | Italië           | 4.07.11 |
| 2    | Tom Boonen            | België           | 0.00    |
| 3    | Graeme Brown          | Australië        | 0.00    |
| 4    | Carlos García Quesada | Spanje           | 0.00    |
| 5    | Guido Trenti          | Verenigde Staten | 0.03    |
| 6    | Iñaki Isasi           | Spanje           | 0.05    |
| 7    | Luis Pasamontes       | Spanje           | 0.05    |
| 8    | Rodrigo García        | Spanje           | 0.05    |
| 9    | Lénaïc Olivier        | Frankrijk        | 0.06    |
| 10   | Ángel Gómez           | Spanje           | 0.06    |

### 5e etappe
| rang | renner              | land                | tijd    |
| ---- | ------------------- | ------------------- | ------- |
| 1    | Tom Boonen          | België              | 3.50.10 |
| 2    | Alessandro Petacchi | Italië              | 0.00    |
| 3    | Roger Hammond       | Verenigd Koninkrijk | 0.00    |
| 4    | Baden Cooke         | Australië           | 0.00    |
| 5    | Graeme Brown        | Australië           | 0.00    |
| 6    | Iñaki Isasi         | Spanje              | 0.00    |
| 7    | Rodrigo García      | Spanje              | 0.00    |
| 8    | Koldo Fernández     | Spanje              | 0.00    |
| 9    | Luciano Pagliarini  | Brazilië            | 0.00    |
| 10   | Gennadi Michajlov   | Rusland             | 0.00    |

## Eindklassementen
| Plaats    | Naam                  | Ploeg                 | Tijd      |
| --------- | --------------------- | --------------------- | --------- |
| Rode trui | Carlos García Quesada | Unibet.com            | 20u08'23" |
| 2         | Rodrigo García        | Kaiku                 | z.t.      |
| 3         | Adolfo García Quesada | Andalucia-Paul Versan | +00' 07"  |
| 4         | Iñaki Isasi           | Euskaltel-Euskadi     | +00' 15"  |
| 5         | Luis Pasamontes       | Unibet.com            | +00' 18"  |
| 6         | José Adrián Bonilla   | Comunidad Valenciana  | z.t.      |
| 7         | Oliver Zaugg          | Saunier Duval         | z.t.      |
| 8         | Manuel Lloret         | Comunidad Valenciana  | +26' 19"  |
| 9         | Manuel Calvente       | Agritubel             | +27' 31"  |
| 10        | Manuel Beltrán        | Discovery Channel     | +27' 35"  |
|           |                       |                       |           |
| 17        | Tom Boonen            | Quick Step-Innergetic | +31' 19"  |
| 41        | Erik Dekker           | Rabobank              | +33' 31"  |

| Plaats      | Naam                  | Ploeg                 | Punten |
| ----------- | --------------------- | --------------------- | ------ |
| Blauwe trui | Alessandro Petacchi   | Team Milram           | 73     |
| 2           | Tom Boonen            | Quick Step-Innergetic | 65     |
| 3           | Carlos García Quesada | Unibet.com            | 52     |

| Plaats      | Naam                  | Ploeg                 | Punten |
| ----------- | --------------------- | --------------------- | ------ |
| Paarse trui | Adolfo García Quesada | Andalucia-Paul Versan | 17     |
| 2           | Luis Pasamontes       | Unibet.com            | 16     |
| 3           | Juan Olmo Menacho     | Andalucia-Paul Versan | 6      |

| Plaats     | Naam                  | Ploeg                 | Punten |
| ---------- | --------------------- | --------------------- | ------ |
| Witte trui | Pedro Luis Marichalar | Andalucia-Paul Versan | 11     |
| 2          | Luis Pasamontes       | Unibet.com            | 8      |
| 3          | Erik Dekker           | Rabobank              | 5      |

| Plaats      | Naam                  | Ploeg                 | Punten |
| ----------- | --------------------- | --------------------- | ------ |
| Oranje trui | Rodrigo García        | Kaiku                 | 12     |
| 2           | Adolfo García Quesada | Andalucia-Paul Versan | 12     |
| 3           | Carlos García Quesada | Unibet.com            | 17     |

| Plaats | Ploeg                | Tijd      |
| ------ | -------------------- | --------- |
|        | Unibet.com           | 60u52'50" |
| 2      | Comunidad Valenciana | +28' 24"  |
| 3      | Euskaltel-Euskadi    | +31' 32"  |

1925 · 1926-1954 · 1955 · 1956 · 1957 · 1958 · 1959 · 1960 · 1961 · 1962 · 1963 · 1964 · 1965 · 1966 · 1967 · 1968 · 1969 · 1970 · 1971 · 1972 · 1973 · 1974 · 1975 · 1976 · 1977 · 1978 · 1979 · 1980 · 1981 · 1982 · 1983 · 1984 · 1985 · 1986 · 1987 · 1988 · 1989 · 1990 · 1991 · 1992 · 1993 · 1994 · 1995 · 1996 · 1997 · 1998 · 1999 · 2000 · 2001 · 2002 · 2003 · 2004 · 2005 · 2006 · 2007 · 2008 · 2009 · 2010 · 2011 · 2012 · 2013 · 2014 · 2015 · 2016 · 2017 · 2018 · 2019 · 2020 · 2021 · 2022 · 2023 · 2024 · 2025